# Uniwersytet w Newcastle (Wielka Brytania)
Newcastle University (pol. Uniwersytet w Newcastle) – brytyjska uczelnia publiczna z siedzibą w mieście Newcastle upon Tyne. Została założona w 1834 r. jako School of Medicine and Surgery; od 1963 r. funkcjonuje jako uniwersytet.